# モータースポーツジャパン
モータースポーツジャパン（MOTORSPORT JAPAN）は、2006年より東京・お台場で開催されているモータースポーツイベント。

## 概説
元々はイギリスで毎年夏に開催されるグッドウッド・フェスティバル・オブ・スピードのような、モータースポーツの歴史を振り返りつつ広く一般にモータースポーツを知ってもらえるフェスティバルが日本になかったことから、「日本版グッドウッド」を目標に開催された。
それまでもトヨタ自動車の「トヨタモータースポーツフェスティバル」、日産自動車の「NISMOフェスティバル」のようなメーカー単位のイベントは存在したが、本イベントは国内の主要自動車メーカーが合同参加するという点が画期的だったほか、開催にあたって東京都の協力を受け（第2回からは石原慎太郎東京都知事が名誉会長を務めている）、お台場に特設コースを設け実際にレースに参戦する車両がデモ走行を行うなど、それ以前のイベントとは一線を画す内容を売りとした。
「一般に広くモータースポーツを知って欲しい」というイベントコンセプトから、入場料は（特別観覧席及び一部のイベントを除き）原則として無料とされていること、また元々観光客・買物客の多いお台場での開催ということもあり、まだ歴史は浅いものの、2日間開催ながら毎年10万人以上を動員する国内でも有数のモータースポーツイベントとなっている。また会場では、日本自動車連盟（JAF）のモータースポーツライセンス（国内B級など）講習会も開かれるなど、このイベントを機により深くモータースポーツに関わってもらえることを狙っている。
ただ2009年現在、イベント内容は四輪（自動車）レースにやや偏った内容となっており、二輪（オートバイ）レースに関しては一部スーパーバイクのデモ走行が行われるのと、日本モーターサイクルスポーツ協会（MFJ）のブースが提供されている程度と内容に乏しい。MFJはイベントの後援にも付いておらず、二輪分野の充実が今後に向けた課題といえる。
なお2020年は、お台場が2020年東京オリンピックの開催準備のため使用できないことから、会場を渋谷に移して行われる予定だったが、新型コロナウイルスの流行の影響から開催中止となった。2021年については、三重県の鈴鹿サーキットで開催、初めて東京都以外で開催された。2022年以降は一時お台場に開催地が戻ったが、2025年は横浜・山下埠頭に開催地を移す。

## 概要
※以下は2011年現在。
- 主催: NPO法人 日本モータースポーツ推進機構
- 共催: 臨海副都心まちづくり協議会
- 後援: 日本自動車連盟（JAF）、日本自動車工業会（JAMA）、日本自動車販売協会連合会、東京都港湾局
- 名誉会長: 石原慎太郎東京都知事（2012年、東京都知事の辞任に伴い名誉会長を辞任）→猪瀬直樹東京都知事
- スーパーバイザー: 近藤真彦

## 歴史
- 第1回（2006年）
初開催。9月23・24日の2日間に渡り開催され、参加者は約11万人。
SUPER GTやフォーミュラ・ニッポン等の現役車両はもちろん、ホンダ・RA301や日産・R381、トヨタ・7など1960年代のレーシングカー、1980～90年代に一世を風靡したグループCカー（日産・R92CP、トヨタ・TS010など）によるデモ走行が行われた。
この年は近隣のMEGAWEBとの合同イベントとなり、MEGAWEBではトヨタ・TF106とホンダ・RA106という当時の最新F1マシンの競演も見られた。
- 第2回（2007年）
前年と同じ9月23・24日の2日間開催。参加者は約13万人。
この年はフジテレビ前から会場の青海臨時駐車場までの間、参加するレーシングカーがパレード走行を行った。パレードとはいえレーシングカーが公道を走行することは極めて異例で、警視庁の交通安全運動の一環として実現した。
開催直前にコリン・マクレーが事故死したことを受け、かつて搭乗していたスバル・インプレッサ（GC8）の前には追悼メッセージ書き込みブースが設置された。
- 第3回（2008年）
10月4・5日の2日間開催。参加者は約13万5千人。
この年はラリー車両の展示に力が入れられ、国内初登場となったダカール・ラリー用の三菱・レーシングランサー、世界ラリー選手権（WRC）に参戦するスバル・インプレッサWRCとスズキ・SX4などが参加。また翌年よりフォーミュラ・ニッポンで使われるスウィフト・017.nもお披露目された。
- 第4回（2009年）
10月10・11日の2日間開催。初日午前中の雨の影響で、参加者は約10万2千人に減少。
日本では珍しいソープボックス（動力を持たない乗用カート）によるレース「第1回MSJグランプリ」を初開催。小学生を含む親子が実際に現地でソープボックスをキットから組み立てた上で実際に走らせてタイムを競った。
- 第5回（2010年）
10月2・3日の2日間開催[4]。初日の客足が伸び悩んだため、参加者は92,750人と初の10万人割れ[5][6]。
- 第6回（2011年）
10月29・30日の2日間開催。従来の特別観覧席を拡充し、サーキットのVIPエリアの雰囲気を味わえる「プレミアムパドック」を新設した。参加者は103,285人となり10万人の大台を回復した[7]。
- 第7回（2012年）
10月20・21日の2日間開催。同年は東京モーターショーの派生イベントとして初開催される「お台場学園祭2012」と連携することになった[8]。参加者は105,171人と前年より増加した[9]。
- 第8回（2013年）
10月13・14日の2日間開催。参加者は94,490人と3年ぶりの10万人割れとなった[9]。
- 第9回（2014年）
10月25・26日の2日間開催。参加者は107,508人と10万人の動員を回復した[10]。
- 第10回（2015年）
この年より開催時期を4月に変更。4月11日・12日の開催となった[11]。モータースポーツの開幕時期である春開催とすることで、国内のモータースポーツイベントへの注目を高める目的があるとされる[12]。参加者は97,188人[13]。
- 第11回（2016年）
4月16日・17日に開催予定[14]。